# NGC 3838
NGC 3838 est une galaxie lenticulaire située dans la constellation de la Grande Ourse. NGC 3838 a été découverte par l'astronome germano-britannique William Herschel en 1790.

## Caractéristiques
Sa vitesse par rapport au fond diffus cosmologique est de 1 463 ± 12 km/s, ce qui correspond à une distance de Hubble de 21,6 ± 1,5 Mpc (∼70,5 millions d'al).

## Groupe de NGC 3795
La galaxie NGC 3838 fait partie d'un groupe de galaxies qui compte au moins huit galaxies, le groupe de NGC 3795. Les sept autres galaxies du groupe sont NGC 3757, NGC 3795, UGC 6566, UGC 6575, UGC 6604 (NGC 3795B), UGC 6616 (NGC 3795A) et MK 1450.
Abraham Mahtessian mentionne aussi ce groupe dans un article publié en 1998, mais il n'y figure que cinq galaxies et les galaxies UGC 6575, UGC 6604 ainsi que UGC 6616 y sont désignées par une notation abrégée du Catalogue of Galaxies and of Clusters of Galaxies. Les galaxies NGC 3838, UGC 6566 et MK 1450 n'apparaissent pas dans la liste de Mahtessian.